# Пета Уилсън
Пета Уилсън (на английски: Peta Wilson) е австралийска актриса родена на 18 ноември 1970 г. в Сидни, Австралия. Висока е 178 см, има руса коса и сини очи. Известна е с главната си роля в сериала Никита.

## Биография

### Кариера
Уилсън е работила първо като модел в Австралия и в Европа, преди да се премести в Лос Анджелис през 1991 г., за да учи актьорско майсторство с Артур Мендоса и с Том Уейтс в репертоара на групата томкат. След образованието си Уилсън е била наета за няколко малки роли в независими филми, като например в Несретник.
През 1996 г., Уилсън се готви да продължи образованието си в актьорска школа в Ню Йорк, но тя решава да се яви на прослушване за първото ново телевизионно шоу, което да бъде излъчено по американски телевизионен канал в Северна Америка. От малко над 200 амбициозни актриси, които участват на прослушване за главната роля, сценаристите на новия филм избират да предложат работа на Уилсън, и тя приема. Този филм се нарича La Femme Nikita /Никита/, базиран на френския филм на Никита. Всеки епизод е дълъг един час и всяка серия е направена от комбинация от канадски и американски компании. Филма се прави за пет години и е 96 епизода, излъчвани по телевизията в САЩ. По 22 епизода на сезон в продължение на четири години, и още осем епизода в своя пети и послед сезон. Повечето от епизодите на La Femme Nikita са заснети в и около град Торонто, Онтарио. Ко-звезди на Уилсън в този сериал са актьорите Рой Дюпи, Дон Франкс, Алберта Уотсън и Югейн Робърт Глейзър, в La Femme Nikita, Уилсън е номинирана два пъти за годишната награда Премия Джемини за „Най-добра актриса в сериал с водеща драматична роля“, въпреки че тя не печели.
През 2001 г. Уилсън участва в Международния филмов фестивал в Москва, където се е срещнала с руския президент Владимир Путин, който е признал, че и е фен.
В голямото кино, Уилсън работи с шотландския актьор Шон Конъри през 2002-3. Тя играе ролята на вампирката Мина Харкър, а Конъри изигра Алън Куотърмейн. Тя описва реалния живот актрисата Ани Ondra в телевизионния филм „Джо и Макс“ (2002 г.).
През 2006 г. Уилсън е имала малка роля във филма Супермен.
През 2012 г. тя създава своя марка бельо на име Уили Уилсън, с водещи магазини в Лос Анджелис, Калифорния.
През 2013 г. тя получава наградата за най-добра актриса на Международния филмов фестивал Cinerockom

### Личен живот
Уилсън живя дълго време с гаджето си, Деймън Харис, от 1997 г. до раздялата им през 2002 година. Те са родителите на един син, Марлоу Харис-Уилсън, който е роден през февруари 2002 година.

## Филмография

### Кино
| Година | Заглавие на български      | Оригинално заглавие                   | Роля          | Режисьор          | Бележки |
| ------ | -------------------------- | ------------------------------------- | ------------- | ----------------- | ------- |
| 1995   |                            | Naked Jane                            |               |                   |         |
| 1996   |                            | Loser                                 | Алиша Рурк    |                   |         |
| 1997   |                            | One of Our Own                        | Дженифър Вон  |                   |         |
| 1998   |                            | The Sadness of Sex                    |               |                   |         |
| 2000   |                            | Mercy                                 | Вики Китри    |                   |         |
| 2003   | „Лигата на необикновените“ | The League of Extraordinary Gentlemen | Мина Харкър   |                   |         |
| 2006   | „Супермен се завръща“      | Superman Returns                      | Боби-Фей      |                   |         |
| 2008   |                            | Gardens of the Night                  | Сара          |                   |         |
| 2009   |                            | Beautiful                             | Шери          |                   |         |
| 2010   |                            | Errand_boy                            | Джени         | късометражен филм |         |
| 2012   |                            | Liberator                             | Марла Крисуел | късометражен филм |         |

### Телевизия
| Година    | Заглавие на български           | Оригинално заглавие    | Роля         | Режисьор           | Бележки |
| --------- | ------------------------------- | ---------------------- | ------------ | ------------------ | ------- |
| 1996      |                                 | Strangers              | Марта        | сериал, 1 епизод   |         |
| 1996      |                                 | Woman Undone           |              | телевизионен филм  |         |
| 1996      | „Шотландски боец“               | Highlander: The Series |              |                    |         |
| 1997      |                                 | Vanishing Point        |              | телевизионен филм  |         |
| 2001      |                                 | A Girl Thing           | Алекс        | телевизионен филм  |         |
| 1997-2001 | „Никита“                        | La Femme Nikita        | Никита       | сериал, 96 епизода |         |
| 2001      |                                 | Other People           | Хариет Стоун | телевизионен филм  |         |
| 2002      | „Джо и Макс“                    | Joe and Max            | Ани Ондра    | телевизионен филм  |         |
| 2004      |                                 | False Pretenses        | Даян         | телевизионен филм  |         |
| 2005      |                                 | Jonny Zero             | Али          | сериал, 2 епизода  |         |
| 2006      |                                 | Two Twisted            | Миша Спаркъл | сериал, 1 епизод   |         |
| 2009      |                                 | Malibu Shark Attack    | Хедър        | телевизионен филм  |         |
| 2010      | „От местопрестъплението: Маями“ | CSI: Miami             | Аманда       | сериал, 1 епизод   |         |
| 2012      |                                 | The Finder             | Поуп         | сериал, 1 епизод   |         |